# Bom Jesus das Selvas
Bom Jesus das Selvas is een gemeente in de Braziliaanse deelstaat Maranhão. De gemeente telt 25.473 inwoners (schatting 2009).

## Geboren
- Carlos Vinícius (1995), voetballer